# Освајачи олимпијских медаља у атлетици, мушки, копље слободни стил
Освајачи олимпијских медаља у атлетици за мушкарце у дисциплини копље слободни стил, која је на програму била само на Олимпијским међуиграма у Атини 1906. и Олимпијским играма у Лондону 1908. приказани су у следећој табели:
| Олимпијске игре     | Злато                 | Злато  | Сребро                  | Сребро | Бронза                     | Бронза |
| ------------------- | --------------------- | ------ | ----------------------- | ------ | -------------------------- | ------ |
| Атина 1906.         | Ерик Леминг · Шведска | 53,90  | Кнут Линдберг · Шведска | 45,17  | Бруно Седерстрем · Шведска | 44,92  |
| Лондон 1908. детаљи | Ерик Леминг Шведска   | 54,445 | Михалис Доризас Грчка   | 51,36  | Арне Халсе Норвешка        | 49,73  |